# Farrea occa
Farrea occa är en svampdjursart som först beskrevs av James Scott Bowerbank 1862.  Farrea occa ingår i släktet Farrea och familjen Farreidae.

## Underarter
Arten delas in i följande underarter:
- F. o. subclavigera
- F. o. microclavula
- F. o. scutella
- F. o. polyclavula
- F. o. occa
- F. o. mammillata
- F. o. erecta
- F. o. cuspidata
- F. o. clavigera
- F. o. claviformis
- F. o. ouwensi